# Gozd Olševek - Adergas
Gozd Olševek - Adergas este o arie protejată (arie specială de conservare — SAC, sit de importanță comunitară — SCI) din Slovenia întinsă pe o suprafață de 839,04 ha, integral pe uscat.

## Localizare
Centrul sitului Gozd Olševek - Adergas este situat la coordonatele 46°16′21″N 14°28′41″E / 46.2724°N 14.478°E.

## Înființare
Situl Gozd Olševek - Adergas a fost declarat sit de importanță comunitară în aprilie 2004 pentru a proteja 6 specii de animale. Situl a fost protejat și ca arie specială de conservare în februarie 2012.

## Biodiversitate
Situată în ecoregiunea continentală, aria protejată nu include niciun habitat protejat.
La baza desemnării sitului se află mai multe specii protejate:
- amfibieni (2): izvoraș-cu-burta-galbenă (Bombina variegata), Triturus carnifex
- mamifere (2): liliac comun (Myotis myotis), liliacul mic cu potcoavă (Rhinolophus hipposideros)
- nevertebrate (2): Austropotamobius torrentium, Cordulegaster heros